# Citronellal
Le citronellal ou rhodinal est un aldéhyde monoterpénique insaturé de formule brute C10H18O. C'est le dérivé dihydrogéné du citral a une odeur citronnée décrite comme puissante, sucrée, herbacée, cireuse aux aldéhydes d'agrumes ou de citron vert, moins sucré et fruité que le citral mais plus piquant.
Il est proche du citronellol (formule brute C10H20O, la conversion catalytique du citronellal en citronellol se fait par hydrogénation sur un catalyseur à base de Ni), du rhodinol (formule brute C10H20O, parfum de rose) , et de l'acetate de citronellyle (formule brute C10H22O2) agents aromatisants au parfum frais et floral d'agrumes (vert, terpénique) pour le premier et fruité, bergamoté, de rose pour le second.

## Histoire
Il a été décrit (1893) bien après le citronellol, son premier nom en français était citronellone. Le citronellal servait à fabriquer le menthol industriel (réaction décrite en 1897). Sa présence dans l'essence de citron est identifiée dès 1895 et il sert à la synthèse de l'huile essentielle de citron en 1898. L'essence naturelle de citron renferme de 85 à 90 % de limonène, de citral, et de citronellal «ces deux derniers composés lui communiquent son odeur agréable» écrivait Jules Garçon.

## Isomères
Le citronellal se présente sous la forme de deux énantiomères: le ( R )-(+)-citronellal également appelé (+)-citronellal et le ( S )-(−)-citronellal également appelé (−)- citronellal. Le mélange 1:1 des deux énantiomères est appelé ( RS )-(±)-citronellal.
| Isomeres du citronellal |                                   |                                   |
| Nom                     | (R)-Citronellal                   | (S)-Citronellal                   |
| abbrégé                 | (+)-Citronellal                   | (−)-Citronellal                   |
| formule                 |                                   |                                   |
| N° CAS                  | 2385-77-5                         | 5949-05-3                         |
| N° EG                   | 219-194-5                         | 227-707-9                         |
| N° ECHA                 | 100.017.450                       | 100.025.189                       |
| PubChem                 | (en) « Citronellal », sur PubChem | (en) « Citronellal », sur PubChem |
| N° FL                   | 05.021 (Racemat)                  | 05.021 (Racemat)                  |
| Wikidata                | Q413787                           | Q27105293                         |

## Sources
Le citronellal est le composant principal (81 %) de l'huile essentielle de feuille de combava ou du petit grain de combava (Citrus hystrix),  il est réduit si les combavas sont cultivés sous ombrage léger. Chez le combava et sur le plan stéréochimique, le citronellal se présente sous la forme (-) (S), en revanche le (+) (R)-citronellal ne figure qu'à l'état de trace. De même la myrte citronné (Backhousia citriodora) est spécialement riche en chémotype S-citronellal.
Il constitue une majeure partie de l'huile essentielle de citronnelle ; par exemple, l'essence de citronnelle de Java en renferme de 32 à 45 % et (environ 75 %, et jusqu'à 80 % certaines périodes de l'année) de l'huile essentielle d'eucalyptus citronné (Eucalyptus citriodora), d'Eucalyptus maculata et d'Eucalyptus dealbata.
On en trouve aussi (5.8%) dans l'huile essentielle de rose ligure. 

## Utilisation
Il est utilisé comme matière première, comme insectifuge, en phytothérapie, aromathérapie, parfumerie, cosmétologie et dans l'alimentation. On lui reconnait une action sédative, antiseptique et antivirale. Son potentiel antioxydant est faible, inférieure à celle de l'acide ascorbique.

### Phytothérapie

#### Sédatif du système nerveux et antinociceptif
Chez la souris l'injection de citronellal inhibe la sensibilité à la douleur (analgésie), réduit l'activité spontanée (sédatif). Le temps de sommeil est significativement augmenté (2009). L'α-phénylséléno citronellal et le terpénoïde naturel R -citronellal ont un effet anti-dépresseur chez la souris. Selon le dosage il va jusqu'à anesthésier la truite arc-en-ciel.

#### Antioxydant
Le citronellal améliore le dysfonctionnement endothélial et réduit les plaques d'athérosclérose chez le rat en réduisant le stress oxydatif (2018).

### Biopesticide/répulsif/antimicrobien
Il est considéré comme répulsif d'insectes piqueurs (moustiques) mais présentant aussi une certaine efficacité contre les tiques , 
«Les parfums à base de citral, de citronellal ou de géraniol conviennent parfaitement pour la désodorisation des pieds du fait de leur effet antimicrobien» écrit Regard sur les Cosmetiques (2019). 

### Fongicide

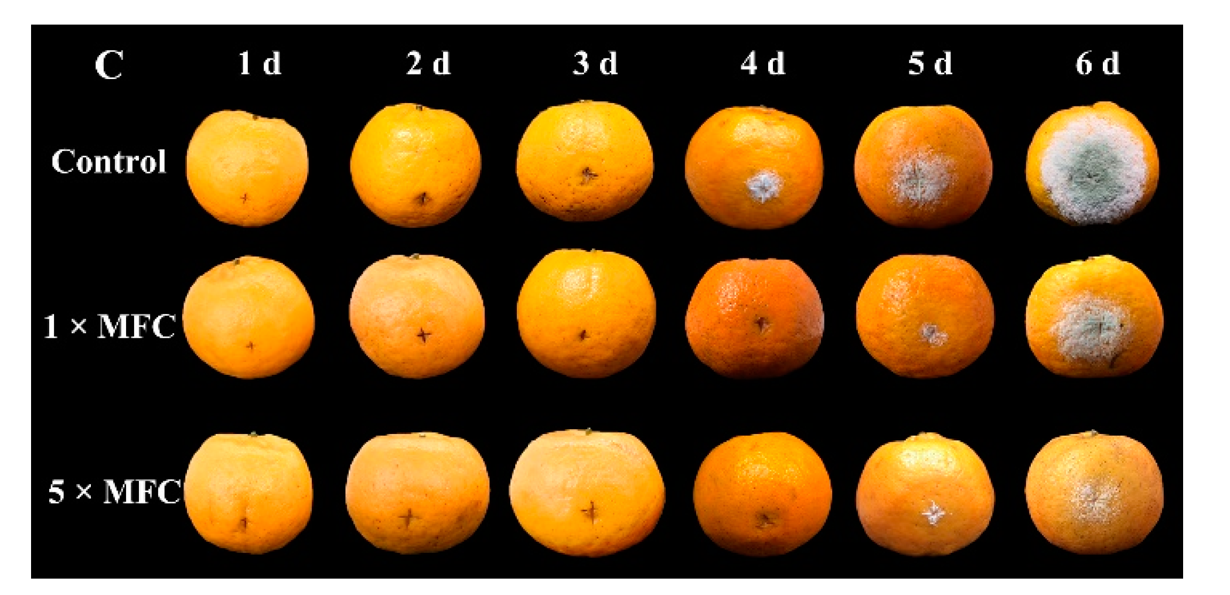
Action du citronellal sur Penicillium digitatum des agrumes pendant 6 jours

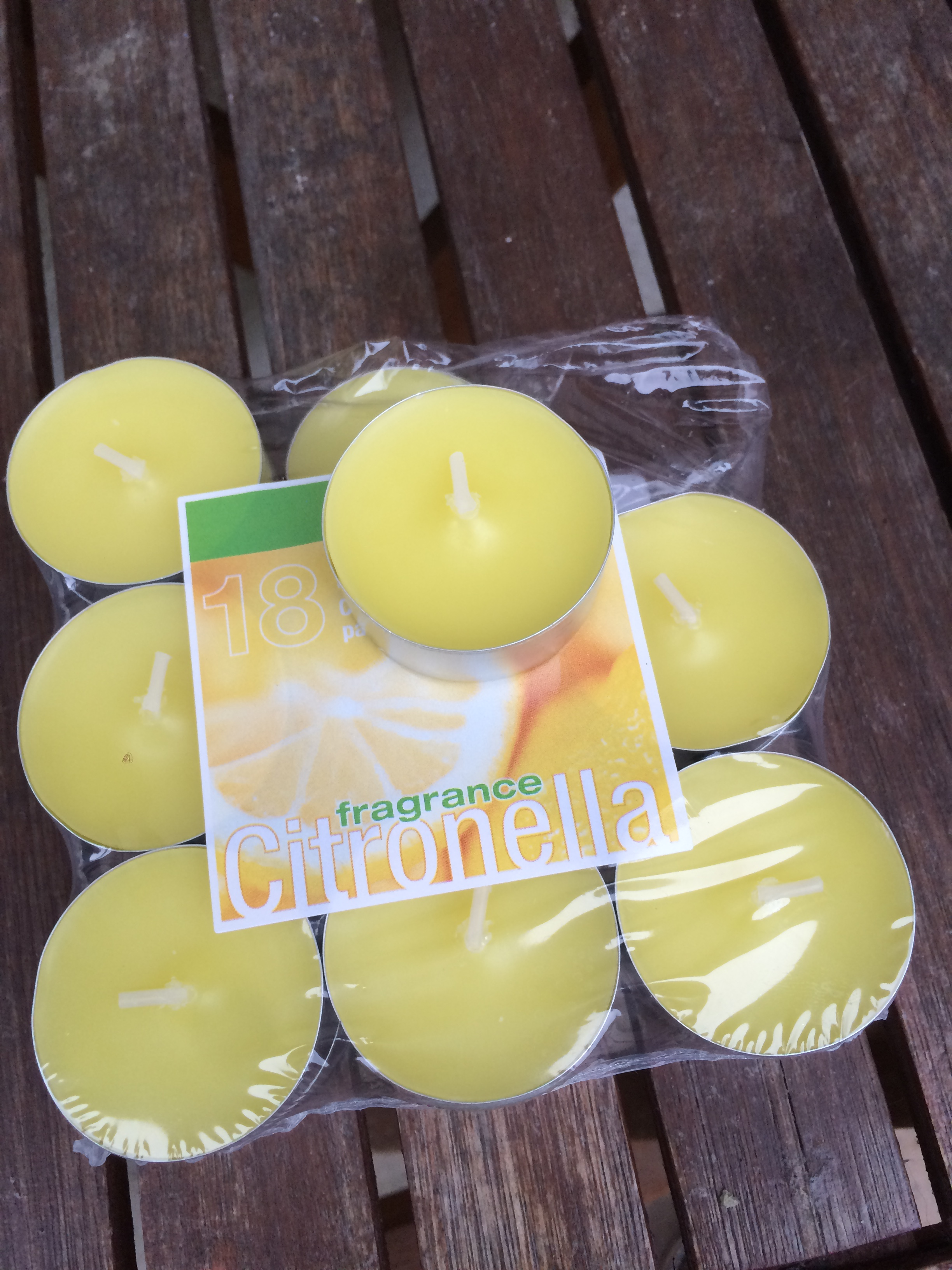
bougie anti moustique à la citronellal

Le citronellal endommage la membrane de champignons microscopiques Penicillium, Candida. Il est  un fongicide avéré contre 2 pathogènes du riz, Rhizoctonia solani et Helminthosporium oryzae (2011). Il est actif en association avec l'adéhyde cinnamique contre le Penicillium digitatum responsable de la moisissure verte des agrumes pour qui il est un conservateur naturel avec un dosage minimal de 4 ml par l. 

### Toxicité
- Herbicide. Une action herbicide a été signalée en 2009 à une concentration de 100 µg/g[40].
- Alimentation animale: sans danger au niveau d'utilisation maximal de 5 mg/kg d'aliment complet pour toutes les espèces cibles selon l'EFSA (2016)[41].
- L'ECHA a publié une évaluation écrite par Swedish Chemicals Agency (2015)[42] à propos des risques auxquels sont exposés les travailleurs qui sont en contact fréquent avec des agents de nettoyage contenant du citronellal. Elle fixe des plafonds d'exposition de la peau à long terme (1 et 2 %)[43]. Louise Morel dans son étude Utilisation de l’aromathérapie dans la fabrication de soins faits maison (type DIY) : risques pour la santé et rôle du pharmacien d’officine (2022) signale que les huile essentielles contenant du citronellal «peuvent être irritants pour la peau et les muqueuses sur le long terme [ ] et sont les plus à risque de toxicité par allergie de contact»[44].

## Anthologie
- H. Bernthsen (traduction de l'allemand par E. Suais et Maurice Choffel). Traité élémentaire de chimie organique. 1re édition française. Paris, 1900[45].

« D'autres huiles essentielles renferment des composés oxygénés voisins des terpènes, les camphres, substances que caractérise leur odeur particulière et qui possèdent en général la formule C10 H16 O ou C10 H18 O plusieurs d'entre eux le géraniol, le linalol, le citral et le citronellal, ont déjà été décrits comme camphres oléfiniques bien qu'ils se rapprochent, sous certains rapports, des camphres proprement dits »

## Biographie
- Eder J. Lenardao, Giancarlo Botteselle, Francisco de Azambuja, Gelson Perin et Raquel G. Jacob, Citronellal as key compound in organic synthesis.  Elsevier Ltd. Tetrahedron 63. p. 6671–6712. 2007[46].